# Sibi Malayil
Sibi Malayil, noto anche con lo pseudonimo di Siby (Alappuzha, 2 maggio 1956), è un regista indiano che lavora nel cinema Malayalam.

## Filmografia
- Mutharamkunnu P.O. (1985)
- Rareeram (1986)
- Chekkaeran Oru Chilla (1986)
- Thaniyavartanam (1987)
- Ezhuthapurangal (1987)
- Vicharana (1988)
- August 1 (1988)
- Doore Doore Oru Koodu Kootam (1988)
- Mudra (1989)
- Kireedam (1989)
- Dasharatham (1989)
- His Highness Abdullah (1990)
- Parampara (1990)
- May Dinam (1990)
- Maala Yogam (1990)
- Adhipathi (1990)
- Bharatham (1991)
- Saandhwanom (1991)
- Dhanam (1991)
- Valayam (1992)
- Sadayam (1992)
- Kamaladalam (1992)
- Maya Mayuram (1993)
- Chenkol (1993)
- Akashadoothu (1993)
- Sagaram Sakshi (1994)
- Sindoora Rekha (1995)
- Aksharam (1995)
- Kanakkinavu (1996)
- Kaliveedu (1996)
- Nee Varuvolam (1997)
- Summer in Bethlehem (1998)
- Pranaya Varnankal (1998)
- Ustaad (1999)
- Devadoothan (2000)
- Ishtam (2001)
- Ente Veedu Appuvinteyum (2003)
- Jalolsavam (2004)
- Amrutham (2004)
- Alice in Wonderland (2005)
- Premalo Anjali Geetha Krishna (2006)
- Flash (2007)
- Aayirathil Oruvan (2009)
- Apoorvaragam (2010)
- Violin (2011)
- Unnam (2012)
- Njangalude Veettile Athidhikal (2014)
- Saigal Padukayanu (2015)